# Дивномор'я (комплекс РЕБ)
Дивномор'я (рос. Дивноморье) — російський комплекс радіоелектронної боротьби. Розробник - ВНДІ "Градієнт" (Росія).

## Призначення
Комплекс РЕБ «Дивномор'я» призначений для прикриття від виявлення РЛС супротивника командних пунктів, угруповань військ, засобів ППО, важливих промислових та військово-політичних центрів.

## Загальні відомості
Проєкт «Дивномор'я» отримав початок 20 грудня 2012 р. отримавши державний контракт з КРЕТ.
Комплекс «Дивномор'я» здатний «парасолькою» перешкод закрити від радіолокаційного виявлення об'єкти на ділянці кілька сотень кілометрів. Цей комплекс може «забити» потужними перешкодами апаратуру літаків-радарів типу Е-3 AWACS, Е-2 Hawkeye та Е-8 JSTAR, вертольотів та безпілотників, крилатих ракет, супутникових систем радіолокації, наземних систем.
«Дивномор'я» має замінити у військах відразу три комплекси РЕБ: «Москва-1», «Красуха-2» та «Красуха-4».
До складу нового комплексу входить лише одна машина на всюдихідному шасі, коли як у комплекси попереднього покоління входило кілька машин.
У бойове положення розгортається за кілька хвилин, що робить його мобільним і практично невразливим: комплекс потай висувається на вигідну позицію, виконує бойове завдання і непомітно йде з-під удару.
Роботу комплексу «Дивномор'я» повністю автоматизовано. Виявивши ціль, система самостійно аналізує сигнал і визначає його тип, напрямок та потужність випромінювання. За цими даними визначаються тактико-технічні характеристики об'єкта. Після цього автоматика складає план придушення та самостійно вибирає найбільш ефективний тип перешкод. Далі система впливає на РЛС супротивника сильним шумовим випромінюванням.

## Технічні характеристики
Технічні подробиці комплексу у таємниці.
- Склад комплексу: 1 машина РЕБ на всюдихідному шасі.
- Радіус суцільного покриття: 200 км і більше.
- Час розгортання із похідного стану: до 5 хв.
- Сектор огляду: 360 град.

## Модифікації
- Дивномор'я-У — командний пункт, станція радіотехнічної розвідки.

## Оператори
- Росія[2]